# Marko Saaresto
Marko Saaresto (5 décembre 1970 - ) est un musicien finlandais, auteur/chanteur du groupe de rock Poets of the Fall. Avant cela, il était le chanteur d'un groupe nommé Playground, qui n'enregistra qu'une démo de onze chansons.
La mère de Marko ayant vécu en Angleterre, elle lui apprit l'anglais très jeune. Marko a étudié l'anglais et le chant classique à l'université. Il a d'ailleurs participé à des échanges de correspondants à l'étranger, en Irlande et en Floride.
Marko est un baryton-basse, mais il utilise fréquemment le fausset dans ses chansons.
Marko est également apparu dans le jeu vidéo Max Payne, développé par les studios Remedy Entertainment, sous les traits de Vladimir Lem ainsi que comme interprète de plusieurs personnages des séries télévisées Lords and Ladies et Address Unknown. On peut également le voir dans la suite du jeu, Max Payne 2: The Fall of Max Payne.